# CDU Sachsen-Anhalt
Die CDU Sachsen-Anhalt ist ein Landesverband der CDU im Land Sachsen-Anhalt und stellt dort mit Reiner Haseloff derzeit den Ministerpräsidenten.

## Geschichte

### Gründung
Im Juli 1945 wurde der Landesverband der CDU Sachsen-Anhalt in Halle (Saale) gegründet. Erster Landesvorsitzender wurde Leo Herwegen, Heinz Dechant und Heinrich Hübenthal wurden als stellvertretende Vorsitzende gewählt.
Vom 26. bis 28. April 1946 fand in Halle der erste reguläre Landesparteitag statt. Leo Herwegen wurde als Vorsitzender bestätigt, Erich Fascher wurde Stellvertreter. Die Landtagswahlen 1946 führten zu einer Enttäuschung: Mit 21,8 % der Stimmen und 24 Mandaten im Landtag war die CDU nach SED und LDPD nur drittstärkste Kraft geworden.
Auf dem zweiten Landesparteitag vom 28. bis 30. März 1947 wurde Leo Herwegen das Vertrauen als Landesvorsitzender ausgesprochen. Stellvertreter wurde nun Bruno Geissler.

### Gleichschaltung
Die Absetzung Jakob Kaisers führte auch in der CDU Sachsen-Anhalts zu einer „Säuberungswelle“. Noch am 23. Dezember 1947 hatte der Landesvorstand einstimmig eine gesamtdeutsche CDU und die Leitung Kaisers gefordert. Die SMAD griff hart durch. Alle Vorstandsmitglieder auf Landes-, Kreis und Ortsebene wurden aufgefordert, sich von Kaiser zu distanzieren und die Teilnahme am Volkskongress zu unterstützen. Hierzu wurden den Vorstandsmitgliedern in den lokalen Kommandanturen der SMAD vorgefertigte Erklärungen zur Unterschrift vorgelegt und die Unterschrift mit der Drohung der Inhaftierung erzwungen. Gleichzeitig ordnete der SMAD an, dass in allen Ortsgruppen Mitgliederversammlungen abgehalten werden sollten, in der die Mitglieder den neuen Kurs unterstützen mussten. CDU-Mitglieder, die sich in diesen Sitzungen (jeweils in Anwesenheit eines sowjetischen Offiziers) für Kaiser aussprachen, mussten mit Absetzung oder Haft rechnen. So musste das Landesvorstandsmitglied Hans Jaroni fliehen, nachdem er sich öffentlich für Kaiser aussprach.
Im Frühjahr 1948 erfolgte eine neue Verhaftungswelle. Verhaftet wurden unter anderem der ehemalige Landesgeschäftsführer, Ludwig Müller, und das Landesvorstandsmitglied Hans Perschmann. Der Landtagsvizepräsident Werner Hennemann und der Chefredakteur der CDU-Zeitung Der neue Weg, Herbert Kunze-Cornelius, retteten sich vor der drohenden Verhaftung durch Flucht in den freien Westen.

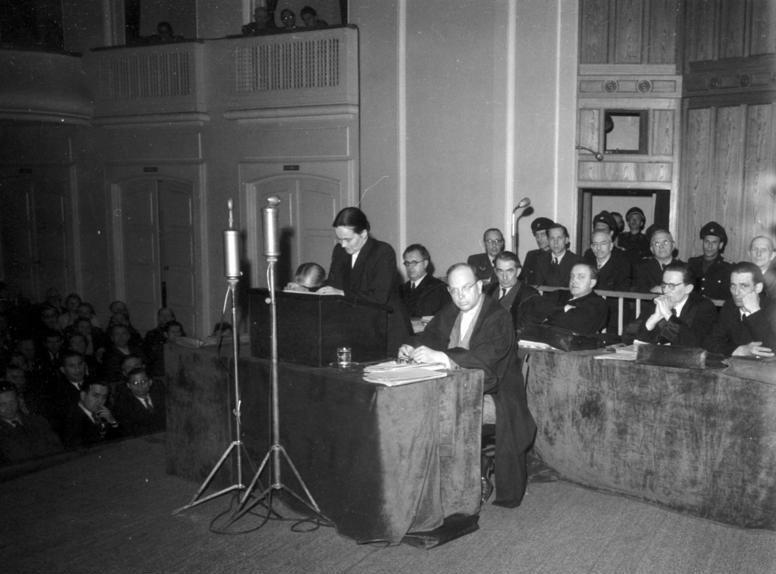
Prozessauftakt im Landestheater Dessau

Trotz der Repressionen mussten die Sowjets fürchten, dass sich die demokratischen Kräfte in der CDU auf dem Parteitag im April 1948 durchsetzen würden. Um dies zu verhindern, verlegte die SMAD den Parteitag auf den Sommer und sprach eine Vielzahl von Verboten aus, für Vorstandsämter zu kandidieren. Etwa 50 Mitglieder durften nicht zu Kreisvorständen und als Landesdelegierte kandidieren. Die Landtagsabgeordneten Friedrich Hampel, Richard-Wilhelm Haase und Pfarrer Wittelsbach, die zu den mutigsten Gegnern der erzwungenen Politik gehörten, erhielten ein Verbot zur Kandidatur zum Landesvorstand.
Auf dem dritten Landesparteitag, der auf den 20. bis 22. Mai 1948 verschoben wurde, wurde Leo Herwegen als Vorsitzender abgesetzt und Erich Fascher als neuer Landesvorsitzender bestimmt. Leo Herwegen behielt jedoch noch bis zu seiner Verhaftung im Oktober 1949 sein Ministeramt und wurde stellvertretender Landesvorsitzender.
Im Oktober 1949 wurde Leo Herwegen verhaftet und Opfer des ersten großen Schauprozesses der DDR, der Affäre Conti. Der Prozess fand zwischen dem 24. und 29. April unter Vorsitz von Hilde Benjamin im Landestheater Dessau statt.
Wegen seiner kritischen Haltung gegenüber der Dominanz der SED wurde Erich Fascher im Februar 1950 seiner Parteiämter enthoben; ihm folgte kommissarisch der bisherige Landtags-Fraktionsvorsitzende Leopold Becker. Mit der Benennung von Joseph Wujciak als neuem Landesvorsitzendem am 4. Juni 1950 war die Gleichschaltung abgeschlossen.
1952 wurden die Länder aufgelöst und die DDR in Bezirke gegliedert. Damit endete auch die Existenz eines Landesverbandes Sachsen-Anhalt. In der Exil-CDU bestand eine Landesorganisation der geflohenen CDU Sachsen-Anhalt.

### Nach der Wende
Am 24. Februar 1990 wurde der Landesverband Sachsen-Anhalt der CDU im Kino Prisma in Halle-Neustadt gegründet. Es handelte sich um den ersten Landesverband in der damaligen DDR. Gerd Gies wurde erster Landesvorsitzender. Die Landtagswahl in Sachsen-Anhalt 1990 führte zu einem Erdrutschsieg der CDU. Bis auf einen wurden alle Wahlkreise gewonnen. Kein einziger Kandidat der Landesliste wurde gewählt. Auf der konstituierenden Sitzung der CDU-Fraktion am 16. Oktober 1990 wurde Joachim Auer zum Fraktionsvorsitzenden gewählt. Gerd Gies wurde vom Landtag mit der Stimmen einer CDU-FDP-Koalition zum ersten Ministerpräsidenten gewählt.
Nach dem Rücktritt von Gerd Gies als Ministerpräsident wurde am 4. Juli der aus Nordrhein-Westfalen stammende Werner Münch als dessen Nachfolger gewählt, Gies blieb jedoch Landesvorsitzender. Die folgenden Monate waren von personellen Auseinandersetzungen geprägt, die Ende November auf dem Wolmirstedter Parteitag in einer Kampfabstimmung um den Landesvorsitz ihren Höhepunkt fanden. Werner Münch wurde als neuer Landesvorsitzender gewählt und setzte sich damit gegen Christoph Bergner durch. Als Reaktion auf diese Entscheidung legte Joachim Auer den Fraktionsvorsitz nieder und trat aus der CDU aus. Christoph Bergner wurde daraufhin als neuer Fraktionsvorsitzender gewählt.
Ende 1993 kam es zur sogenannten „Gehälteraffäre“, die am 28. November 1993 zum Rücktritt sowohl von Ministerpräsident Münch von all seinen Ämtern als auch des gesamten Kabinetts führte. Münch wurde vorgeworfen, in Sachsen-Anhalt sein Gehalt weiter auf Westniveau bezogen zu haben. Nachdem das Verwaltungsgericht Magdeburg noch einen Teil seines Gehaltes zurückforderte, sprach das Oberverwaltungsgericht des Landes Sachsen-Anhalt ihn 1996 von allen Vorwürfen unrechtmäßig empfangener Zahlungen frei.
Im parallel betriebenen Strafverfahren vor dem Landgericht Magdeburg wurde er ebenfalls vom Vorwurf des Betruges freigesprochen.
Am 2. Dezember 1993 wurde Christoph Bergner zum Ministerpräsidenten gewählt und ein neues CDU-FDP-Kabinett wurde gebildet. Eine Woche später wurde Karl-Heinz Daehre als neuer Landesvorsitzender bestimmt. Jürgen Scharf wurde neuer Fraktionsvorsitzender.

### Oppositionszeit
Die Landtagswahl in Sachsen-Anhalt 1994 führte nicht zu dem aufgrund der Personalquerelen befürchteten Absturz der CDU, wohl aber zu einem Ausscheiden der FDP aus dem Landtag und dem Verlust der Koalitionsmehrheit. Die SPD Sachsen-Anhalt entschied sich gegen eine Große Koalition unter Führung der CDU, die stärkste Fraktion geworden war. Stattdessen setzte die SPD auf das Magdeburger Modell, eine von der PDS tolerierten Minderheitsregierung. Christoph Bergner wurde nach seinem Ausscheiden aus dem Ministerpräsidentenamt Fraktionsvorsitzender der CDU.
Auch um deutlich zu machen, dass es sich nicht um ein Regieren mit wechselnden Mehrheiten handelte, wie von der Regierung behauptet, betrieb die CDU Sachsen-Anhalt eine konsequente Oppositionspolitik. Diese sollte sich aber nicht als erfolgreich erweisen. Bei der Landtagswahl in Sachsen-Anhalt 1998 erlebte die CDU ein Debakel. Ein Verlust von 12,4 % der Stimmen führte dazu, dass die CDU nicht mehr stärkste Fraktion war. Die rot-rote Zusammenarbeit wurde fortgesetzt und die CDU blieb in der Opposition. Neuer Parteivorsitzender wurde Wolfgang Böhmer.
Bei den Kommunalwahlen Anfang Juni 1999 war die CDU in vielen Kreisen klar stärkste politische Kraft geworden. Landesweit waren die Christdemokraten mit 37,8 Prozent der Wählerstimmen zehn Prozentpunkte stärker als die SPD.
2001 übernahm Wolfgang Böhmer auch noch den Fraktionsvorsitz und ging bei der Landtagswahl in Sachsen-Anhalt 2002 als Spitzenkandidat ins Rennen.

### Wieder Regierungspartei
Die Landtagswahl in Sachsen-Anhalt 2002 wurde klar von der CDU gewonnen. 15,3 Prozentpunkte Zuwachs bei den Wählerstimmen machten die CDU wieder zur stärksten Partei. Mit 37,3 % der Stimmen war das Ergebnis der Kommunalwahl annähernd erreicht. Gemeinsam mit den Liberalen, die mit 13,3 % wieder im Landtag vertreten waren, konnte erneut eine bürgerliche Koalition unter Wolfgang Böhmer gebildet werden. 2004 wurde Thomas Webel zum Landesvorsitzenden gewählt.
Bei der Landtagswahl in Sachsen-Anhalt 2006 blieb die CDU stabil. Große Verluste der FDP machten eine Fortsetzung der Koalition jedoch unmöglich. Stattdessen kam es zu einer schwarz-roten Koalition unter Ministerpräsident Wolfgang Böhmer.
Der bisherige Wirtschaftsminister Reiner Haseloff war Spitzenkandidat für die Landtagswahl in Sachsen-Anhalt 2011. Die CDU erreichte ein Ergebnis von 32,5 % und blieb damit trotz Verlusten deutlich stärkste Kraft vor der Linken (23,7 %) und der SPD (21,5 %). Bereits wenige Tage nach der Wahl nahmen CDU und SPD die Verhandlungen zur Fortsetzung der schwarz-roten Koalition auf.
Bei seiner Wahl fehlten Haseloff zehn Stimmen aus dem Lager der Koalition; er wurde dennoch als Nachfolger von Wolfgang Böhmer zum Ministerpräsidenten gewählt.
Da es nach der Landtagswahl in Sachsen-Anhalt 2016 keine Mehrheit für Schwarz-Rot mehr gab, wurde die erste schwarz-rot-grüne Koalition, auch Kenia-Koalition genannt, auf Landesebene unter Ministerpräsident Haseloff gebildet. Andere Koalitionsmöglichkeiten ergaben sich nicht, da die rechtspopulistische AfD aus dem Stand mit 24,3 % zweitstärkste Partei hinter der CDU (29,8 %) wurde, die SPD (10,6 %) dramatisch einbrach, die Grünen (5,2 %) nur knapp und die FDP (4,9 %) erneut nicht in den Landtag einziehen konnten. Regierungsbildungen mit AfD und Linken (16,3 %) lehnte die CDU ab.
Im November 2018 wurde Landesinnenminister Holger Stahlknecht als Nachfolger von Thomas Webel zum neuen CDU-Landesvorsitzenden gewählt.
2019 geriet die Koalition in eine Krise mit bundesweiten Diskussionen, nachdem sich Stahlknecht und die CDU zunächst hinter ihren Kreispolitiker Robert Möritz gestellt hatten, der früher Ordner auf einer NPD-Demonstration gewesen war und ein Tattoo mit einem rechtsextremen Motiv trägt. Nach Möritz’ Austritt aus der CDU war die Koalitionskrise zunächst beendet.
Im September 2020 kündigte Ministerpräsident Haseloff an, zum dritten Mal als CDU-Spitzenkandidat zur Landtagswahl in Sachsen-Anhalt 2021 anzutreten.
Im November 2020 geriet die Kenia-Koalition wegen einer geplanten Erhöhung des Rundfunkbeitrags um 86 Cent im Monat erneut in eine schwere Krise. Während die Koalitionspartner SPD und Grüne die Beitragssteigerung zur solideren Finanzierung der öffentlich-rechtlichen Rundfunkanstalten unterstützten, lehnte die CDU-Fraktion diese grundsätzlich ab und verwies auf den Koalitionsvertrag, der in diesem Fall „Beitragsstabilität“ vorsehe. Weitere Brisanz entstand durch die Möglichkeit, dass die CDU gemeinsam mit der AfD im Landtag gegen die Beitragserhöhung hätte stimmen können. Vertreter von SPD und Grünen kündigten an, keine Grundlage für eine Fortsetzung der Koalition zu sehen, sollte eine schwarz-blaue Mehrheit die Gesetzesvorlage für den geänderten sogenannten Medienstaatsvertrag, der den höheren Beitrag beinhaltet, im Landtag ablehnen.
Während Ministerpräsident Haseloff versuchte, einen Kompromiss zwischen den Koalitionspartnern zu erreichen, suggerierte Innenminister und CDU-Landeschef Stahlknecht in einem Zeitungsinterview, die CDU könne im Fall eines Scheiterns der Bemühungen die Koalition beenden und eine Minderheitsregierung mit Unterstützung der AfD bilden. Daraufhin entließ Haseloff Stahlknecht am 4. Dezember 2020 aus seinem Ministeramt und begründete dies damit, dass durch die unabgestimmten Einlassungen des Innenministers das Vertrauensverhältnis nun so schwer gestört sei, dass Stahlknecht der Landesregierung nicht weiter angehören könne. Stahlknecht verwahrte sich zwar gegen die Vorwürfe, kündigte dennoch in Folge an, zum 8. Dezember 2020 als CDU-Landesvorsitzender zurückzutreten. Haseloff selbst umging eine gemeinsame Abstimmung der CDU-Fraktion mit der AfD-Fraktion im Landtag gegen die Beitragserhöhung, indem er die Gesetzesvorlage zum geänderten Medienstaatsvertrag zurückzog.
Obwohl dessen Inkrafttreten zum 1. Januar 2021 damit vorerst scheiterte, erklärten sich SPD und Grüne auch im Angesicht der COVID-19-Pandemie in Deutschland zur Fortsetzung der Koalition bereit.
Nachdem zunächst die stellvertretenden Landesvorsitzenden Heike Brehmer, André Schröder und Marco Tullner den CDU-Landesverband nach dem Rücktritt von Holger Stahlknecht kommissarisch führten, wurde am 27. März 2021 Generalsekretär Sven Schulze auf dem ersten digitalen Landesparteitag der CDU mit 78,8 % der Delegiertenstimmen zum neuen und bis dato jüngsten Landesvorsitzenden der CDU Sachsen-Anhalt gewählt. Das Amt des Generalsekretärs blieb bis zu einem weiteren Landesparteitag im Oktober 2021 vakant. Auf diesem wurde schließlich Mario Karschunke zum Generalsekretär gewählt.
Am 6. Juni 2021, dem Tag der Landtagswahl in Sachsen-Anhalt, sorgte das Ergebnis der CDU für eine Überraschung. Entgegen einem schlechten CDU-Bundestrend und der Vorwahlbefragungen, die die Partei bei 26–30 % taxierten, verbesserte sich die Landes-CDU um 7,3 % auf 37,1 % und distanzierte die zweitplatzierte AfD um 16,3 Prozentpunkte. Die CDU verbesserte zudem die Anzahl ihrer Direktmandate von 27 auf 40 (bei 41 Wahlkreisen).
Neben einer Mehrheit für die bis dahin regierende Kenia-Koalition ermöglichte das Wahlergebnis auch Regierungsbildungsmöglichkeiten zwischen CDU, SPD (8,4 %) und FDP (6,4 %) (Deutschland-Koalition), CDU, FDP und Grünen (5,9 %) (Jamaika-Koalition) als auch knapp zwischen CDU und SPD als klassisches Zweierbündnis. Eine Zusammenarbeit mit AfD (20,8 %) und Linken (11,0 %) schloss Reiner Haseloff bereits im Vorfeld der Wahl aus. Am 7. Juni 2021 schlossen die Grünen eine Neuauflage der Kenia-Koalition aus, jedoch nicht die Bildung einer Jamaika-Koalition. Die FDP ihrerseits lehnte zuvor zunächst eine Deutschland-Koalition ab. Beide Parteien verwiesen auf den Umstand, dass CDU und SPD allein eine Mehrheit im Landtag hätten und ein weiterer Partner nicht gebraucht würde. Überraschend kündigte die FDP-Spitzenkandidatin Lydia Hüskens Tage später an, doch für Gespräche mit CDU und SPD bereitzustehen. Am 8. Juli 2021 gaben Sven Schulze (CDU), Juliane Kleemann (SPD) und Lydia Hüskens (FDP) bekannt, Regierungsverhandlungen für die von der CDU bevorzugte Deutschland-Koalition aufzunehmen.
Das neue Regierungskabinett bildete sich schließlich am 16. September 2021 mit der Wahl Haseloffs zum Ministerpräsidenten. Dabei wurde im ersten Wahlgang die erforderliche Mehrheit von 49 Stimmen überraschend nicht erreicht. 48 Abgeordnete stimmten für Haseloff. CDU, SPD und FDP verfügten zum Abstimmungszeitpunkt mit 56 Abgeordneten über eine rechnerische Mehrheit von 7 Stimmen. Im zweiten Wahlgang wurde Haseloff schließlich mit 53 Stimmen zum Ministerpräsidenten gewählt. Bei einer Enthaltung stimmten 43 Abgeordnete gegen ihn.
Seitdem Volker Bouffier (CDU) am 31. Mai 2022 seinen Rückzug vom Amt des hessischen Ministerpräsidenten vollzog, ist Haseloff dienstältester Regierungschef eines deutschen Bundesländer.

### Generationswechsel
Im Vorfeld der Landtagswahl 2026 wurde in der CDU Sachsen-Anhalt und der medialen Berichterstattung mit Spannung erwartet, ob Ministerpräsident Haseloff erneut als Spitzenkandidat seiner Partei antreten oder der Landesvorsitzende Sven Schulze diese Aufgabe übernehmen würde. Am 7. August 2025 verkündete Haseloff, dass er auf eine Kandidatur für eine weitere Amtszeit verzichten und Schulze als Spitzenkandidat in die Wahl gehen werde. Damit läutete Haseloff einen Generationswechsel in seiner Partei ein.

## Personen

### Parteivorsitzende
| Jahre                                    | Vorsitzender                                         |
| ---------------------------------------- | ---------------------------------------------------- |
| Juli 1945–Mai 1948                       | Leo Herwegen                                         |
| Mai 1948–Februar 1950                    | Erich Fascher                                        |
| Februar 1950–Juni 1950                   | Leopold Becker (komm.)                               |
| Juni 1950–Juli 1952                      | Joseph Wujciak                                       |
| 1952 bis 1989 bestand kein Landesverband |                                                      |
| Februar 1990–November 1991               | Gerd Gies                                            |
| November 1991–Dezember 1993              | Werner Münch                                         |
| Dezember 1993–Oktober 1998               | Karl-Heinz Daehre                                    |
| Oktober 1998–November 2004               | Wolfgang Böhmer                                      |
| November 2004–November 2018              | Thomas Webel                                         |
| November 2018–Dezember 2020              | Holger Stahlknecht                                   |
| Dezember 2020-März 2021                  | Heike Brehmer, André Schröder, Marco Tullner (komm.) |
| seit März 2021                           | Sven Schulze                                         |

### Fraktionsvorsitzende

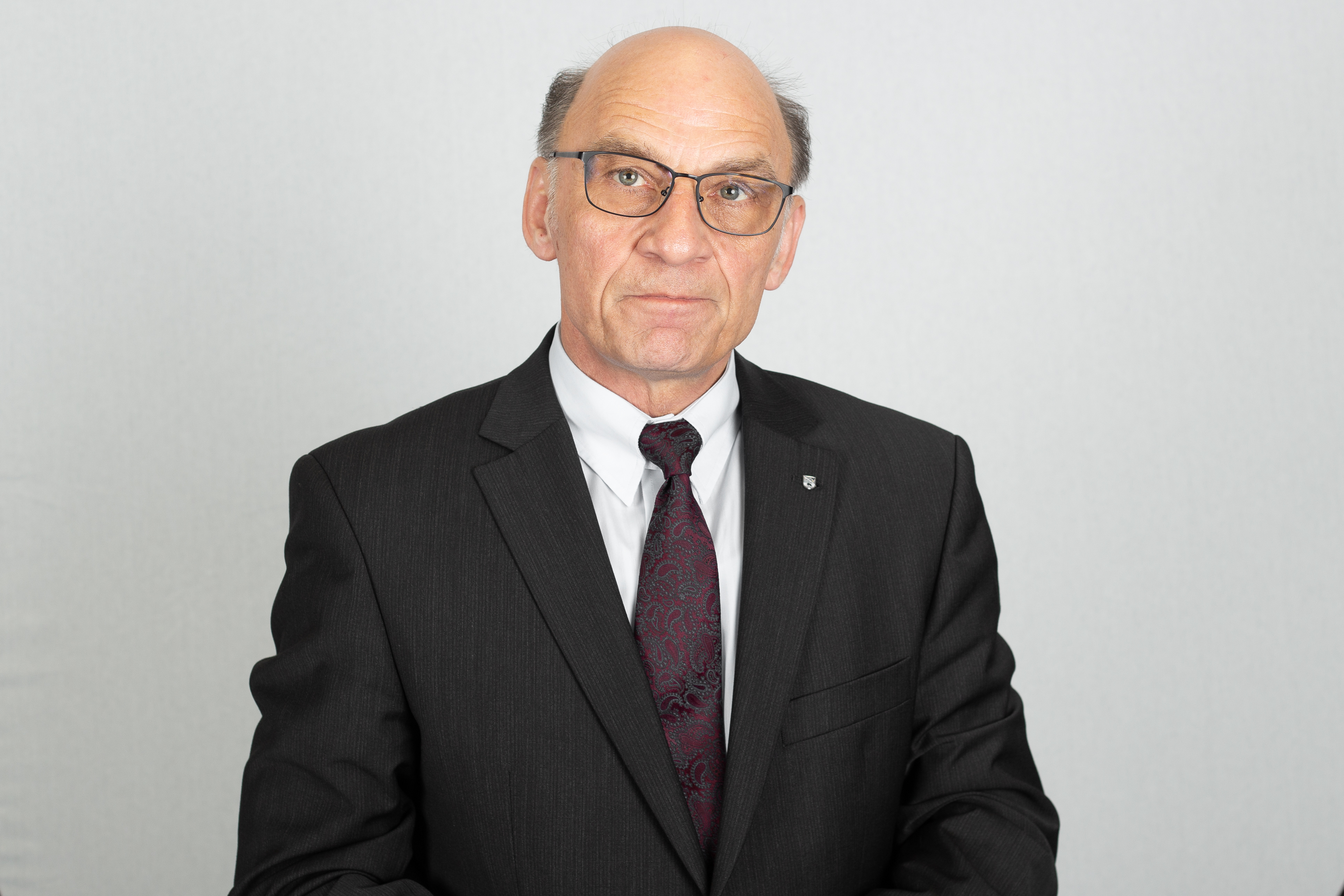
Siegfried Borgwardt, Fraktionsvorsitzender von 2016 bis 2022

| Jahre                        | Vorsitzender        |
| ---------------------------- | ------------------- |
| 1990–1991                    | Joachim Auer        |
| 1991–1993                    | Christoph Bergner   |
| 1993–1994                    | Jürgen Scharf       |
| 1994–2001                    | Christoph Bergner   |
| 2001–2002                    | Wolfgang Böhmer     |
| 2002–2011                    | Jürgen Scharf       |
| 23. März 2011–20. April 2011 | Reiner Haseloff     |
| 2011–2016                    | André Schröder      |
| 2016–2022                    | Siegfried Borgwardt |
| seit 2022                    | Guido Heuer         |

## Ergebnisse bei den Landtagswahlen
| Ergebnisse der Landtagswahlen | Ergebnisse der Landtagswahlen | Ergebnisse der Landtagswahlen | Ergebnisse der Landtagswahlen |
| Jahr                          | Stimmen                       | Sitze                         | Spitzenkandidat               |
| ----------------------------- | ----------------------------- | ----------------------------- | ----------------------------- |
| 1990                          | 39,0 %                        | 48                            | Gerd Gies                     |
| 1994                          | 34,4 %                        | 37                            | Christoph Bergner             |
| 1998                          | 22,0 %                        | 28                            | Christoph Bergner             |
| 2002                          | 37,3 %                        | 48                            | Wolfgang Böhmer               |
| 2006                          | 36,2 %                        | 40                            | Wolfgang Böhmer               |
| 2011                          | 32,5 %                        | 41                            | Reiner Haseloff               |
| 2016                          | 29,8 %                        | 30                            | Reiner Haseloff               |
| 2021                          | 37,1 %                        | 40                            | Reiner Haseloff               |